# John Dalrymple, X conte di Stair
John Hamilton Dalrymple (1º aprile 1819 – 3 dicembre 1903) è stato un politico scozzese.

## Biografia
Era il figlio di North Dalrymple, IX conte di Stair, e della sua prima moglie, Margaret Penny.

## Carriera
È stato un deputato per Wigtownshire (1841-1856). Nel 1864 successe al padre e servì come Lord luogotenente dell'Ayrshire (1870-1897). Fu il governatore della Bank of Scotland (1870-1903).

## Matrimonio
Sposò, il 9 dicembre 1846, Louisa Jane Henrietta Emily de Franquetot (?-30 giugno 1896), figlia di Augustin de Franquetot, duca de Coigny. Ebbero cinque figli:
- John Dalrymple, XI conte di Stair (12 giugno 1848–2 dicembre 1914);
- Lady Jane Georgina Dalrymple (?-8 giugno 1914), sposò Arthur Vivian, ebbero una figlia;
- Lady Anne Henrietta Dalrymple (?-18 febbraio 1899), sposò William Versey Brownlaw[1], non ebbero figli;
- North de Coigny Dalrymple-Hamilton (31 ottobre 1853–9 novembre 1906), sposò Marcia Kathleen Anne Liddell, ebbero due figli;
- Sir Hew Hamilton Dalrymple (27 settembre 1857–11 luglio 1945)[1][2].

## Morte
Morì il 3 dicembre 1903.